# Костюков, Михаил Александрович
Михаил Александрович Костюков (род. 9 августа 1991, Нижний Новгород) — российский футболист, полузащитник и нападающий.

## Карьера
Воспитанник нижегородского футбола. В 2008 году выступал за третью команду ФК «Нижний Новгород», в 2009—2010 — за дубль «Волги» в МФС «Приволжье».
В 2011—2014 годах сыграл 102 матча в составе дзержинского «Химика», забил 7 мячей. В 2015—2016 годах провёл 38 матчей, забил 4 гола за «Волгу» НН в первенстве ФНЛ.
В июле 2016 подписал двухлетний контракт с клубом премьер-лиги «Амкар» Пермь, дебютировал 15 августа в гостевом матче 4 тура против «Оренбурга» (0:0) — на 56-й минуте вышел на замену. Всего за два сезона сыграл 39 матчей и забил 6 голов. Летом 2018 года перешёл в состав дебютанта премьер-лиги красноярский «Енисей». 11 августа 2018 года забил первый гол «Енисея» в премьер-лиге, отличившись в матче против ЦСКА. 29 мая 2019 года перешёл в «Тамбов», вышедший в РПЛ.
В зимнем перерыве сезона 2020/21 перешёл в казанский «Рубин».
В первом же матче за клуб против ФК «Зенит», из за кадровых проблем, играл на позиции опорного хавбека.